# Валрам II (Насау)
Валрам II (на немски: Walram II, * ок. 1220, † 24 януари 1276) е от 1249 до 1276 г. граф на Насау и 1255 г. основател на Валрамската линия на Дом Насау.

## Биография
Той е най-възрастният син на граф Хайнрих II Богатия от Насау (1190 – 1251) и съпругата му Матилда от Гелдерн (1190 – 1247), дъщеря на граф Ото I от Гелдерн.
Заради конфликти с по-малкия му брат Ото I към края на 1255 г. той поделя собствеността на фамилията. Валрам получава териториите южно от река Лан, Висбаден-Идщайн, Вайлбург и Зоненберг.
Валрам участва в битки против архиепископа на Трир и с Дернбах. Той умира душевно болен.

## Фамилия
Валрам II се жени ок. 1250 г. за Аделхайд фон Катценелнбоген († 1288), дъщеря на Дитер IV граф на Катценелнбоген. Те имат децата:
- Матилда, умира млада
- Имагина († пр. 1276), ∞ вероятно за Фридрих фон Лихтенберг
- Дитер († 1307), архиепископ и курфюрст на Трир (1300 – 1307)
- Адолф (1255 – 1298), римско-немски крал (1292 – 1298).
- Руперт († ок. 1305)
- Валрам († ок. 1324)
- Рихардис († 1311), монахиня в Кларентал